# Lansing
Lansing er hovedstad i den amerikanske delstat Michigan. Byen har 112.644 (2020) indbyggere.

## Ekstern henvisning
- Wikimedia Commons har flere filer relateret til Lansing
- Lansing, Michigan – officiel website (engelsk) Arkiveret 24. september 2011 hos  Wayback Machine